# Cantonul Le François-1
Cantonul Le François-1 este un canton din arondismentul Le Marin, Martinica, Franța.

## Comune
| Comune      | Populație (1999) | Cod poștal | Cod INSEE |
| ----------- | ---------------- | ---------- | --------- |
| Le François | 10.501 (*)       | 97240      | 97210     |